# Cryptaspasma polysticta
Cryptaspasma polysticta es una especie de polilla del género Cryptaspasma, categorizada en la tribu Microcorsini, de la subfamilia Olethreutinae.

## Distribución
Se distribuye por Micronesia.

## Taxonomía
Fue descrita por Clarke en 1976 y publicada en (Cryptaspasma), Insects Micronesia 9 (1): 63.